# Neptis armandia
Neptis armandia är en fjärilsart som beskrevs av Charles Oberthür 1876. Neptis armandia ingår i släktet Neptis och familjen praktfjärilar. Inga underarter finns listade i Catalogue of Life.